# Kiryat Arba
Kiryat Arba (a veces escrito como Qiryat Arba; en hebreo: קִרְיַת אַרְבַּע, Ciudad de los Cuatro [Gigantes]) es un asentamiento israelí que colinda con la ciudad de Hebrón, en la gobernación homónima de Cisjordania (Palestina). Según el sistema administrativo israelí en los territorios ocupados, es un concejo local desde 1979 y se encuentra en el sudeste de la región de Judea, en el área de Judea y Samaria. La población de Kiryat Arba en 2016 era de 7272 habitantes.
Los asentamientos israelíes como Kiryat Arba son ilegales en virtud de la legislación internacional, pues el artículo 49 del Cuarto Convenio de Ginebra, del que Israel es firmante, específica que «la Potencia ocupante no podrá efectuar la evacuación o el traslado de una parte de la propia población civil al territorio por ella ocupado». Israel niega esta postura.

## Etimología
El nombre de Kiryat Arba es mencionado en la Biblia hebrea. El Libro de Josué, capítulo 14 versículo 15 dice (Biblia de Darby): “Mas el nombre de Hebrón fue antes Quiriat-arba; porque Arba fue un hombre grande entre...”
Hay varias explicaciones, no incompatibles entre sí, respecto al origen del nombre. Según el gran comentarista de la Biblia Rashi, “Kiryat Arba” (“Ciudad de 'Arba'”) puede significar tanto la ciudad (“kirya”) de Arba, el gigante que tuvo tres hijos, o la ciudad de los cuatro gigantes: “Anak” (el hijo de Arba) y sus tres hijos -Ahiman, Sheshai y Talmi-, quienes son descritos como los hijos de un “gigante” en el libro de números 13:22: “Y subieron por el Neguev, y llegaron hasta Hebrón, donde estaban Ahimán, Sesai y Talmai, los descendientes de Anak...” y que él, “Anak”, pudo haber sido el padre de los otros tres mencionados en el libro Números como habitantes de Hebrón, antes conocida como “Kiryat Arba”.
Otra explicación alternativa es que el nombre se refiera a las cuatro parejas enterradas en la Tumba de los Patriarcas: Abraham y Sara, Isaac y Rebeca, Jacob y Leah, y, según el Zohar, Adán y Eva.

## Historia

### Antigüedad
Hebrón es una de las ciudades más antiguas de las que se tiene constancia histórica, y fue el primer asentamiento judío. Según la Biblia en el libro Números 13:22-23, ésta fue fundada siete años antes que Zoan o Tanis, la ciudad más antigua del Bajo Egipto, lo que quiere decir que fue fundada en la primera mitad del tercer milenio a. C. Josephus (Bel. Jud., IV, ix, 7) afirma que por aquel entonces la ciudad ya tenía 2300 años de edad. En su origen recibía el nombre de Kiriat Arba o Kiriat-ha-Arba ( D. V. Cariath-Arbe, Genesis 23:2, 35:27; Joshua 14:15, 15:13, 15:54, 20:7, 21:11; Jueces 1:10; Nehemiah 11:25) por el nombre de Arba, “el más grande entre los anaceos” (Josué 14:15)

### Edad Contemporánea

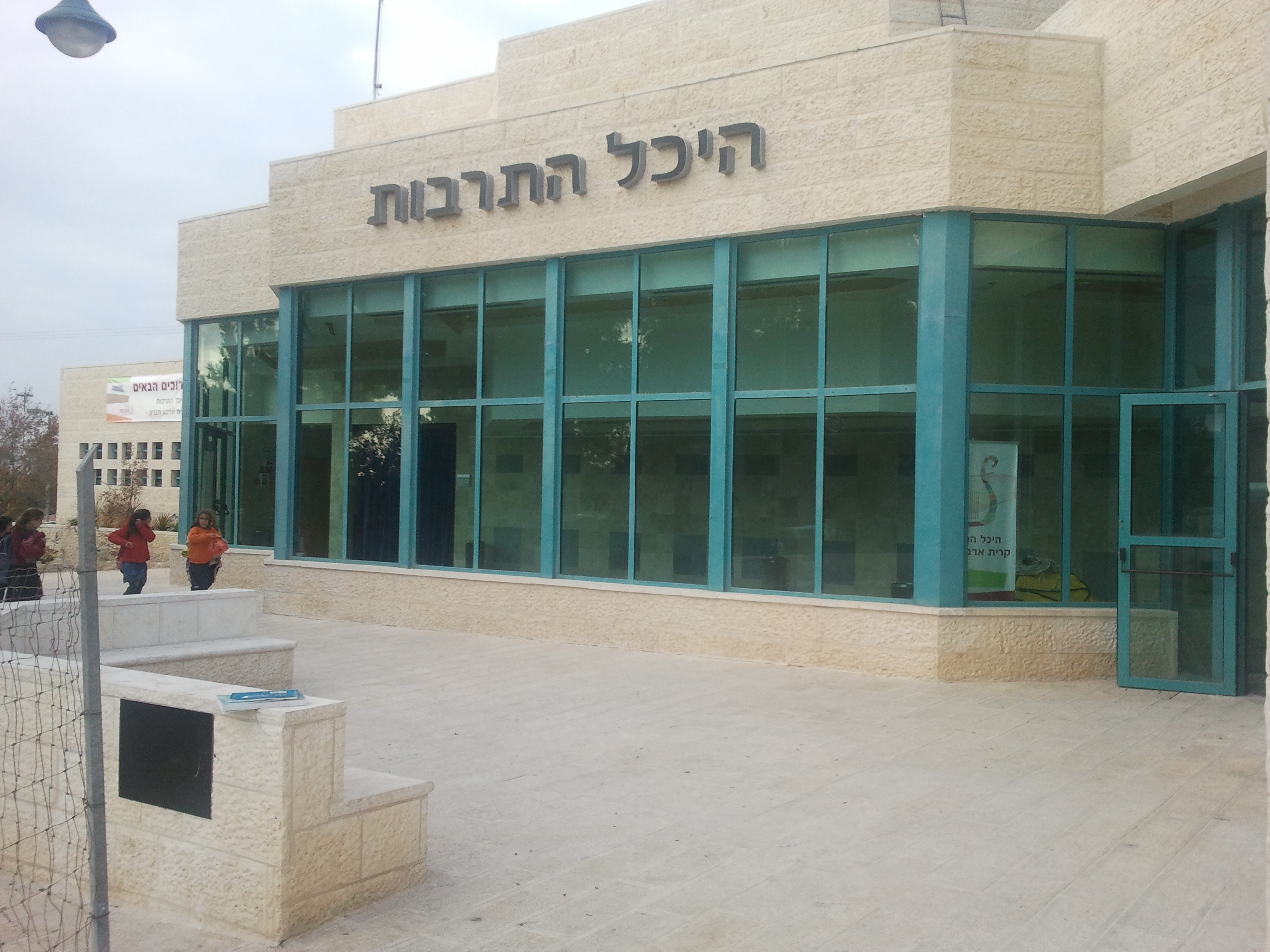
Centro cultural en Kiryat Arba

En 1968, un grupo de judíos liderados por los rabinos Moshe Levinger y Eliezer Waldman, miembros del grupo Gush Emunim, fundaron Kiryat Arba inmediatamente al este de Hebron. Este asentamiento judío se justificó sobre la base de la Matanza de Hebrón de 1929 y a la continuada presencia de judíos hasta entonces en la zona. 
La edificación comenzó en una base militar abandonada en 1970, y los residentes se desplazaron en 1971. La ciudad es una comuna autosuficiente, con instituciones educativas y médicas, centros de compras, un banco y una oficina de correos. Según el documento clasificado de 1970 El método para establecer Kiryat Arba, hecho público en 2016, Kiryat Arba fue fundado anexionando tierras de Cisjordania a una base militar para establecer un asentamiento de civiles.
Kiryat Arba logró estatus de Concejo Local en 1979. Si bien Kiryat Arba está situado dentro del territorio del Concejo Regional de Har Hebron, es un Concejo Local independiente.
La población en diciembre de 2006 era de aproximadamente 7.000 habitantes, con otros 2.700 israelíes viviendo en establecimientos circundantes de menor número. 
Los asentamientos israelíes han sido siempre motivo de polémica en el conflicto palestino-israelí. En el caso de Kiryat Arba, al encontrarse muy próxima u, hoy en día, en la misma ciudad de Hebrón, las situaciones de violencia y tensión que han tenido lugar aquí son innumerables; tanto con víctimas de ciudadanos israelíes como palestinos.
Entre 1981 y 1986, cuatro residentes del asentamiento fueron disparados y heridos en el mercado de Hebrón. En 1994, una joven de 17 años de Kiryat Arba murió de un disparo drive-by.
El 2 de junio de 1980, un grupo de colonos israelíes asentados en Kiryat Arba puso una bomba en el mercado de Hebrón, hiriendo a 11 palestinos.
El 5 de diciembre de 1993, otro grupo de colonos tendieron una emboscada y mataron a un residente palestino en Hebrón, provocando manifestaciones y protestas en toda Cisjordania.
En agosto de 2008, varios colonos destrozaron 15 coches y numerosas casas palestinas.
El 26 de noviembre de 2009, un palestino apuñaló e hirió a dos israelíes en una gasolinera de Kiryat Arba, tras lo cual murió de un disparo de un soldado israelí. 
El 31 de agosto de 2010, cuatro residentes, incluyendo una embarazada, fueron tiroteados en su coche por militantes de Hamás en las afueras de Kiryat Arba.
La Autoridad Nacional Palestina arrestó a los culpables pero posteriormente los dejó en libertad, tras ser acusada por Hamás de traición. El 8 de octubre de 2010, tropas israelíes mataron a dos de los culpables y arrestaron a otros seis durante una redada en Hebrón. En octubre de 2011, un ataque palestino con piedras cerca de Kiryat Arba provocó que el coche de un residente volcara, falleciendo el conductor y su hijo. El arma de fuego y la cartera del hombre fueron posteriormente robados. Tras una investigación llevada a cabo por el Shabak, las Fuerzas de Defensa Israelíes y la policía, dos palestinos de Halhul fueron arrestados por lanzar las piedras que causaron el accidente y otros tres fueron detenidos por el robo del arma.
En septiembre de 2011, una familia palestina residente en el este de Hebrón fue amenazada y atacada por colonos del asentamiento de Kiryat Arba.
El 20 de octubre de 2015 un colono judío de Kiryat Arba fue atropellado por un camión palestino en Al Fawar, cuando éste intentó golpear el camión con un bate de béisbol, en repulsa al lanzamiento de piedras a su vehículo por parte de jóvenes palestinos.

## Situación según la ley internacional
Como todos los asentamientos israelíes en los Territorios Palestinos Ocupados, Kiryat Arba es considerado ilegal según la ley internacional, aunque Israel lo niega. La comunidad internacional considera que los asentamientos israelíes violan la ley establecida por la cuarta Convención de Ginebra que prohíbe trasladar población civil de una fuerza ocupante en territorios ocupados.
Israel niega que la cuarta Convención de Ginebra pueda aplicarse en los Territorios palestinos, dado que éstos no estaban legalmente bajo la soberanía de ningún gobierno antes de que Israel tomara control de ellos. Este punto de vista ha sido rechazado por la Corte Internacional de Justicia y por el Comité Internacional de la Cruz Roja.
El gobierno de Israel considera legal el regreso del pueblo judío a la región histórica de Judea y Samaria, actual Cisjordania, pero la comunidad internacional considera ilegales los asentamientos israelíes de Cisjordania en virtud de la legislación internacional.

## Vecindad

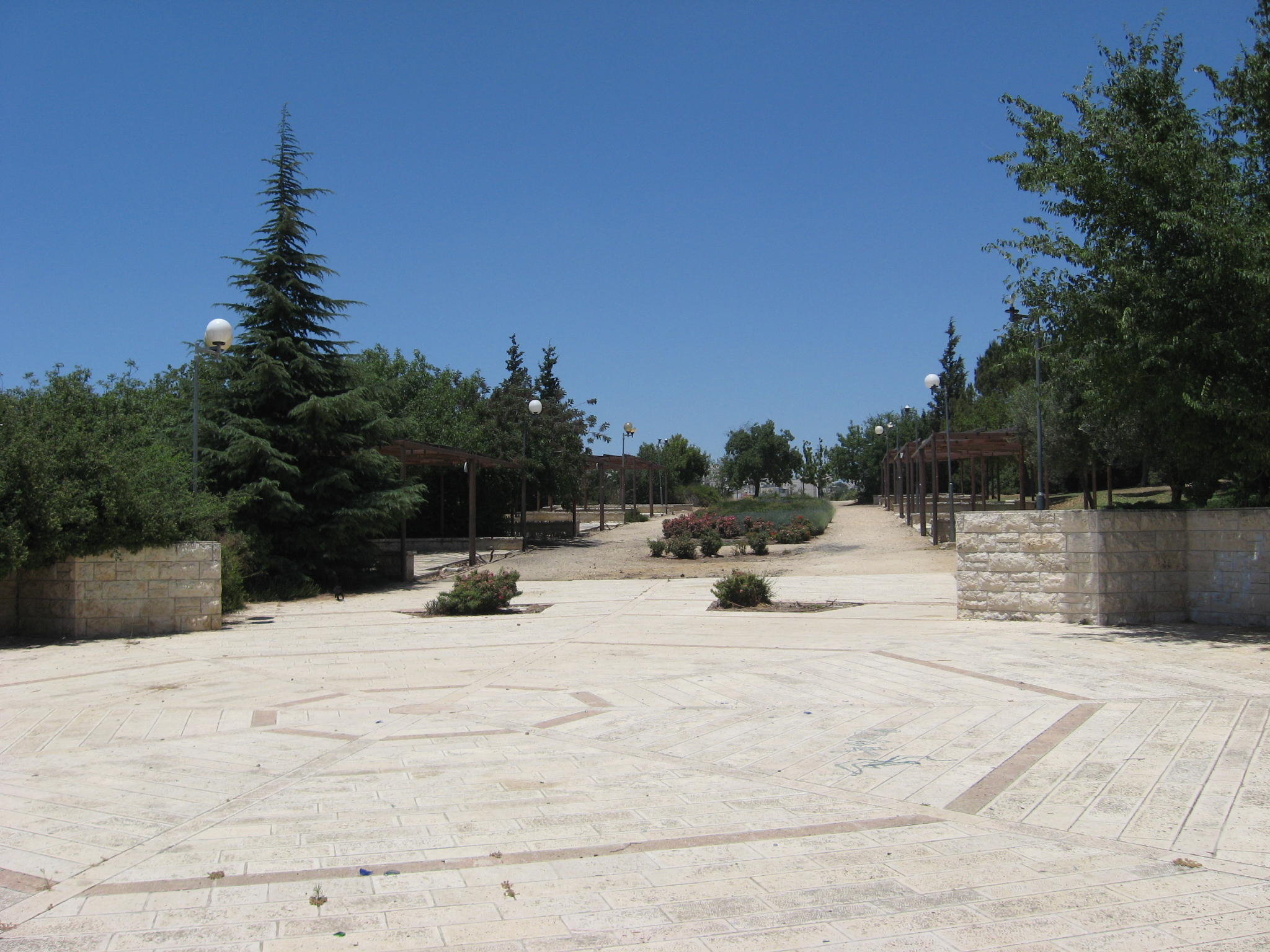
Parque Kahane, Kiryat Arba

Kiryat Arba tiene cuatro barrios vecinos: Kirya, Ashmoret Yitzhak, Ramat Mamre (también conocido como Givat Harsina) y Givat Avot, cerca de la entrada a Hebrón.

## Hitos
El parque Kahane lleva el nombre del rabino Meir Kahane, fundador del Kach (un partido político nacionalista-religioso de ultraderecha considerado terrorista por Israel, los Estados Unidos, la Unión Europea y Canadá), y que fue asesinado en los Estados Unidos por un francotirador árabe.
La tumba de Baruch Goldstein, terrorista judío ultraortodoxo que perpetró la masacre de la Tumba de los Patriarcas en 1994, en la que 29 musulmanes fueron asesinados mientras rezaban en la mezquita de Ibrahim y otros 125 resultaron heridos, se encuentra cruzando la calle que sale del parque. Según un reportaje en las noticias de la BBC del año 2000, un grupo de 40 judíos llevaban vestimentas para celebrar el Purim en dicho lugar.
El Museo arqueológico Eretz Yehuda tiene varios hallazgos arqueológicos.

## Personajes
- Dov Lior, jefe rabino y rosh yeshiva.
- Elyakim Ha'etzni, antiguo abogado y miembro de la Knéset.